# Kerstin Ahlrichs
Kerstin Ahlrichs (* 1966 in Westerstede) ist eine deutsche Filmregisseurin.

## Leben
Ahlrichs studierte Kulturwissenschaften an der Stiftung Universität Hildesheim sowie von 1995 bis 2006 Kamera und anschließend Regie an der Deutschen Film- und Fernsehakademie Berlin. 2011 gründete sie zusammen mit Sofie Beichter die Produktionsfirma Filmlöwen für Spiel- und Dokumentarfilme sowie Musikvideos. Kerstin Ahlrichs arbeitet als freiberufliche Regisseurin, Drehbuchautorin, Kamerafrau sowie Produzentin und lebt in Berlin.

## Filmografie (Auswahl)
Regie
- 2002: Kehrwoche
- 2006: Sieh zu, dass du Land gewinnst
- 2007–2008: Aktenzeichen XY ... ungelöst
- 2011: Points of you
- 2013–2015: Lindenstraße (26 Folgen)
- 2015: Taxi
- 2015–2018: SOKO Wismar (22 Folgen)
- 2016–2017: Die Spezialisten – Im Namen der Opfer
  - Feindkontakt
  - Diamantenfieber
  - Gastfeindschaft
  - Im Bunker
  - Bombenstimmung
- 2018: Die Eifelpraxis
  - Aufbruch
  - Herzenssachen
  - Körper und Geist
- 2019: Die Küstenpiloten[5][6]
  - Kleine Schwester, großer Bruder
  - Mütter und Töchter
- 2019: SOKO Leipzig (Doppelfolge)
- 2022: Ein starkes Team: Abgestürzt
- 2022: Praxis mit Meerblick – Schwesterherz
- 2023: Friesland: Artenvielfalt (Fernsehreihe)
- 2023: Praxis mit Meerblick – Schwindel
- 2024: Ein Sommer an der Côte d’Azur

Drehbuch
- 2002: Kehrwoche[7]
- 2006: Sieh zu, dass du Land gewinnst

## Auszeichnungen
Preise
- Publikumspreis des 25. Filmkunstfests Mecklenburg-Vorpommern für den Kinofilm Taxi nach einer Drehbuchvorlage des gleichnamigen Bestsellers von Karen Duve (2015)
- Jugendkarlspreis, Europäischer Karlspreis Aachen 2014, für die Webserie Points of you[8]
- Kurzfilmpreis, Internationales Filmfest Emden 2002, für den Kurzfilm Kehrwoche

Nominierungen
- Grimme-Preis 2008 für Sieh zu, dass du Land gewinnst[9]
- First Steps (Filmpreis)
- Civis – Europas Medienpreis für Integration 2008 für Sieh zu, dass du Land gewinnst[10]